# I'm Real
I'm Real è un singolo di Jennifer Lopez estratto dal suo secondo album J. Lo del 2001, di cui esiste anche una versione remixata intitolata I'm Real (Murder Remix), in cui partecipa anche il rapper Ja Rule, inserita nell'album J to tha L-O!: The Remixes del 2002, oltre che nel terzo album di Ja Rule Pain Is Love del 2001. Il brano ha raggiunto la vetta della Billboard Hot 100 la settimana dell'11 settembre 2001 e ha avuto successo in tutto il mondo. Grazie alla versione remix del video l'artista ha potuto portare a casa il suo secondo MTV Video Music Award.

## Video musicale
Il video musicale, girato da Dave Meyers, vede la cantante a bordo di una motocicletta Harley-Davidson, mentre percorre una strada di campagna americana per poi raggiungere il centro di una cittadina di campagna. Durante il suo tragitto l'artista attira l'attenzione dei vari cittadini e passanti che rimangono sbalorditi. Lopez nel video si ferma a fare benzina e una volta in città si siede su una panchina a mangiare un gelato in compagnia di alcuni bambini. Durante tutto il video vengono mostrate in montaggio alternato immagini dell'artista mentre esegue il brano in un'officina. Lopez indossa nel video jeans, stivali a punta e con tacco alto, e un bikini nero coperto da una stola. Mentre guida la moto indossa anche un berretto di pelle nero da motociclista.
Nel video è presente anche un intermezzo strumentale dove l'artista si esibisce in una coreografia, come accade in video precedenti quali If You Had My Love e Love Don't Cost a Thing. La coreografia viene eseguita su una piattaforma di pietra situata in mezzo a un campo di grano, e tra i ballerini che accompagnano la cantante c'è il suo futuro marito Chris Judd. Tutti gli abitanti della cittadina accorrono per ammirare l'esibizione, e tra questi c'è anche Ja Rule, protagonista del remix della canzone. Nella scena della coreografia Lopez ha i lunghi capelli legati in due enormi code ai lati della testa, e indossa una tuta aderente bianca. Nel video compare anche il modello Travis Fimmel, impegnato a caricare delle balle di fieno su un camion.

## Remix
Dopo i risultati abbastanza deludenti del secondo singolo Play, la casa discografica ha deciso di contattare Irv Gotti per curare un remix del terzo singolo che prevedesse la partecipazione di Ja Rule, il quale era un rapper di punta in quel periodo. Così nonostante la versione originale di I'm Real avesse già iniziato ad avere successo nell'estate del 2001, nel singolo ufficiale viene inserita anche la versione Murder Remix con Ja Rule prodotta da Gotti, che aumenta vertiginosamente sia le vendite del singolo che quelle della riedizione dell'album in cui il remix viene inserito.
I'm Real (Murder Remix) ha una struttura e un testo completamente diversi dall'originale, pur conservando lo stesso titolo e lo stesso significato di base. L'intenzione era proprio quella di creare un remix che stravolgesse completamente la canzone (lo stesso accadrà anche con Ain't It Funny (Murder Remix)), e da qui in poi l'esempio della Lopez sarà seguito da molti artisti, stanchi di avere dei remix che cambiassero solo la base musicale.

### Polemiche
Gotti ha prodotto la canzone usando un sample di Firecracker della Yellow Magic Orchestra. Precedentemente questo campionamento era stato già richiesto, per la prima volta, da Mariah Carey per un brano della colonna sonora di Glitter, e solo un mese dopo Lopez avrebbe chiesto i diritti per il suo pezzo, secondo la casa discografica. Gotti ha dichiarato in un'intervista a XXL che Tommy Mottola l'ha contattato dandogli delle indicazioni ben precise su come costruire il brano, usando lo stesso campionamento che Mottola aveva richiesto per il brano di Mariah Carey. Il brano usa anche un campionamento di Mary Jane di Rick James. Il brano ha creato polemiche anche per l'uso della parola nigger da parte della cantante.

### Video
Anche il video del remix è stato girato da Dave Meyers, e mostra delle scene di vita quotidiana ed estiva presso le comunità afroamericane e ispaniche. J.Lo e Ja Rule appaiono insieme in un campo di basket, in un parco, e tra le strade di un ghetto.
Il look della cantante da questo video in poi si fa sempre più ghetto fabolous, e per la prima volta ha i capelli raccolti in uno chignon.

## Tracce
CD 1
1. "I'm Real" (Murder Remix featuring Ja Rule) - 4:22
2. "I'm Real" (Radio Edit) - 4:18
3. "I'm Real" (Album Version) - 4:58
4. "I'm Real" (Dezrok Club Mix) - 4:32
5. "I'm Real" (Dreem Teem Master) - 5:21
6. "I'm Real" (Pablo Flores Club Mix) - 3:30
7. "I'm Real" (André Betts Remix) - 3:59

CD 2
1. "I'm Real" (Murder Remix featuring Ja Rule) (Clean/Edited Version) - 4:22
2. "I'm Real" (Album Version) - 4:58
3. "I'm Real" (Dezrok Vocal Radio Edit) - 3:48
4. "I'm Real" (Dreem Teem UK Garage Mix) - 4:00
5. "I'm Real" (D. MD Strong Club) - 4:20
6. "I'm Real" (Pablo Flores Euro-Dub) - 2:59

## Successo commerciale
Il singolo è diventato la seconda numero 1 in patria della cantante, ma si sono create delle polemiche riguardo a quale delle due versioni bisognasse considerare come numero 1. Entrato nella Hot 100 al numero 66 il 7 luglio 2001, nella sua quarta settimana di presenza il singolo era già in top20, grazie all'enorme passaggio in radio. L'8 settembre il pezzo arriva al numero 1, scalzando dal podio Fallin' di Alicia Keys. Dopo tre settimane in cima alla classifica, il singolo torna al numero 2 superato da Fallin'. Dopo altre tre settimane I'm Real torna al numero 1 per 2 settimane, per poi lasciare il posto a Family Affair di Mary J. Blige. Con 15 settimane passate nella Top 5, I'm Real è diventato negli USA il singolo di più grande successo tratto dall'album J.Lo, ed uno dei brani più famosi della carriera dell'artista. Il singolo è diventato il pezzo di maggior successo della Lopez nelle classifiche R&B, piazzandosi al numero 2, dove nessun altro dei suoi singoli è arrivato. Il brano ha raggiunto la prima posizione anche in Messico e in Polonia, mentre in Australia e Nuova Zelanda è arrivato al numero 3. Nel Regno Unito è stato il quinto singolo della cantante ad entrare in top5 e il secondo, dopo If You Had My Love, ad arrivare alla posizione numero 4. In Italia è stato il settimo singolo dell'artista ad entrare in classifica, e il secondo a non entrare in top10 dopo Ain't It Funny (#17), arrivando al numero 16. Anche in Francia, come negli Usa, è diventato il singolo di maggior successo tratto dall'album, raggiungendo la terza posizione, e anche la posizione più alta raggiunta dalla cantante nelle classifiche francesi fino all'arrivo di Get Right nel 2005 al numero 2.

## Classifiche
| Classifica (2001) | Posizione massima |
| ----------------- | ----------------- |
| Australia         | 3                 |
| Austria           | 25                |
| Belgio (Fiandre)  | 8                 |
| Belgio (Vallonia) | 5                 |
| Canada            | 6                 |
| Danimarca         | 8                 |
| Finlandia         | 16                |
| Francia           | 3                 |
| Germania          | 11                |
| Irlanda           | 13                |
| Italia            | 16                |
| Nuova Zelanda     | 3                 |
| Norvegia          | 4                 |
| Paesi Bassi       | 2                 |
| Svezia            | 8                 |
| Svizzera          | 6                 |
| Regno Unito       | 4                 |
| Stati Uniti       | 1                 |

### Classifiche di fine anno
| Classifica (2001) | Posizione |
| ----------------- | --------- |
| Australia         | 53        |
| Classifica (2002) | Posizione |
| Australia         | 41        |